# Березовка (Ковернинський район)
Березовка (рос. Березовка) — присілок в Ковернинському районі Нижньогородської області Російської Федерації.
Населення становить 14 осіб. Входить до складу муніципального утворення Хохломська сільрада.

## Історія
Від 2009 року входить до складу муніципального утворення Хохломська сільрада.

## Населення
1. Н/Д[2]